# Hôtel van Eetvelde
Hôtel van Eetvelde är ett bostadshus i Bryssel som ritades 1895 av Victor Horta för Kongostatens administratör Edmond van Eetvelde. Tillsammans med Hôtel Tassel, the Hôtel Solvay och hans eget Hortamuseet fick det världsarvsstatus år 2000 som de viktigaste epokgörande urbana bostadshusen ritade av Victor Horta före år 1900. Huset ligger på Avenue Palmerston 4.

## Byggnaden
Den synliga tillämpningen av industriella material som stål och glas var en nyhet för prestigefyllda privata bostadshus. I Hôtel van Eetvelde använde Victor Horta även en hängande stålkonstruktion för fasaden. Interiören får extra ljus genom ett centralt mottagningsrum täckt av en glaskupol. En utvidgning av huset ritades av Horta 1898. Byggnaden har en mer konventionell, vackert detaljerad sandstensfasad. Den gjordes för att innehålla ett garage, ett kontor för van Eetvelde liksom bostadslägenheter och hade därför även en separat entré (Avenue Palmerston 2).
| ” | Hotel van Eetvelde in Brussels ritades 1898[sic] av Victor Horta, otvivelaktigt den Europeiska jugendstilens nyckelarkitekt. Medan de flesta andra arkitekter lånade intryck från den nya stilen, fann Horta att den gav bäst uttryck för hans egna idéer. Hans färdigheter visas i hans förmåga att få in sin inhemska stilart i smala trånga platser. Interiören blir av stor betydelse som ljusets centralpunkt, som tränger genom filigrana kupoler och takfönster — vanligen placerade i mitten av byggnaden. Hotel van Eetvelde är ett anmärkningsvärt exempel på hur Horta hanterade situationen och använde den för att framhäva den imponerande trappan, som leder upp till första våningens mottagningsrum | „ |

## Världsarvsstatus
År 2000 gav världsarvskommittén Hôtel van Eetvelde världsarvsstatus.
| ” | De fyra större stadshusen – Hôtel Tassel, Hôtel Solvay, Hôtel van Eetvelde och Maison & Atelier Horta – belägna i Bryssel och ritade av arkitekten Victor Horta, en av de första initiativtagarna till Art Nouveau, är en av de mest anmärkningsvärde banbrytande arkitekturverken i slutet av 1800-talet. Den stilistiska revolutionen representerad av dessa verk kännetecknas av deras öppna plan, ljusets spridning och den briljanta föreningen av kurviga linjedekorationer och själva byggnaden. | „ |